# SISU Basketball Klub
SISU Basketball Klub (meist nur SISU genannt) ist ein Basketballverein aus Gentofte in Dänemark.

## Geschichte
Die Vereinsgründung erfolgte 1954. Der Name SISU leitet sich vom kulturellen Konstrukt Sisu ab, das in Finnland für Eigenschaften wie Entschlossenheit und Hartnäckigkeit steht.
SISUs Damen gewannen in den 1970er Jahren und 1980er Jahren dänische Meistertitel in Serie. Nach 1998 dauerte es bis 2011, ehe wieder der Titelgewinn gelang. Auf europäischer Ebene nahmen sie 2011/12 und 2012/13 am EuroCup Women teil.
Die Herrenmannschaft holte in den 1960er, 1970er und 1980er Jahren insgesamt elf dänische Meistertitel und spielte 1961/62, 1966/67 und 1984/85 im Europapokal der Landesmeister. 1961 verlor man in dem Wettbewerb in der ersten Runde Hin- und Rückspiel gegen Helsingin Kisa-Toverit aus Finnland. 1966 hieß der Erstrundengegner USC Heidelberg. SISU verlor das Hinspiel in eigener Halle mit 61:62, in Heidelberg verlor man 49:72. 1984 schied man unter der Leitung von Trainer Peter Freil ebenfalls in der ersten Runde gegen Virtus Rom aus.
SISUs Heimstätte ist die Kildeskovshalle.

### Erfolge
- Dänischer Meister (Damen) 1971, 1972, 1974, 1975, 1976, 1977, 1981, 1982, 1983, 1984, 1985, 1987, 1988, 1990, 1992, 1998, 2011, 2012, 2013, 2014[3]
- Dänischer Pokalsieger (Damen) 1983, 1985, 1986, 1987, 1988, 1990, 2000, 2005, 2007, 2009, 2011, 2012, 2013, 2014[10]
- Dänischer Meister (Herren) 1961, 1962, 1966, 1967, 1972, 1973, 1976, 1981, 1983, 1984, 1985[5]
- Dänischer Pokalsieger (Herren) 1976, 1977, 1984, 1986, 1989, 1990, 1997, 1998, 1999[10]
- 37 Dänische Jugendmeistertitel[11]
- 31 Turniersiege bei Lundaspelen[12]

## Bekannte ehemalige Spieler
- Flemming Danielsen
- Christian Drejer
- Frederik Drejer Erichsen
- Peter Freil
- Jesper Hauge
- Jonas Langvad
- James Martin
- Ebbe Salling
- Thomas Soltau